# Simona Izzo
Simona Izzo, all'anagrafe Simonetta Izzo (Roma, 22 aprile 1953), è un'attrice, doppiatrice, direttrice del doppiaggio, regista, sceneggiatrice, personaggio televisivo, scrittrice ed ex annunciatrice italiana.

## Biografia

Antonello Venditti, Simona Izzo, Francesco De Gregori e Riccardo Cocciante durante le prove di Racconto (1973)

Figlia di Liliana D'Amico e del doppiatore e direttore del doppiaggio Renato Izzo, nativo di Campobasso, ma di origini campane, gemella di Rossella Izzo, sorella maggiore di Fiamma e Giuppy Izzo, comincia la carriera nel mondo dello spettacolo come doppiatrice sin dalla tenera età, arrivando a vincere il Nastro d'argento nel 1990 per il doppiaggio di Jacqueline Bisset nel film Scene di lotta di classe a Beverly Hills. Tra il 1977 e il 1982 la Izzo fu una signorina buonasera della Rai, attiva dagli studi di Roma, conducendo anche la rubrica Prossimamente - Programmi per sette sere. Dopo aver presentato in televisione Giochi senza frontiere (1982) insieme a Michele Gammino, anch'egli doppiatore, recita nei film In camera mia (1992) di Luciano Martino, Prestazione straordinaria (1994) di Sergio Rubini e Simpatici & antipatici (1998) di Christian De Sica e cura la sceneggiatura di tutti i titoli diretti da Ricky Tognazzi.
L'esordio nella regia avviene nel 1986, dirigendo insieme alla gemella Rossella il film televisivo Parole e baci. Nel 1994 esordisce come regista cinematografica dirigendo Maniaci sentimentali, commedia sul matrimonio che le vale il David di Donatello come miglior regista esordiente. Del 1997 è Camere da letto, che la vede anche attrice al fianco dei protagonisti Diego Abatantuono e Maria Grazia Cucinotta. Nel 2003 realizza Io no, firmato insieme a Ricky Tognazzi, e nel 2007 Tutte le donne della mia vita. Nel 2017, a dieci anni dall'ultima prova dietro la macchina da presa, dirige il film Lasciami per sempre, mentre con Ricky Tognazzi dirige le fiction L'amore strappato (2019), Svegliati amore mio (2021) e Se potessi dirti addio (2024).
Simona Izzo è anche autrice di alcune opere letterarie, tra le quali si ricordano: Diario di una donna che ha tradito (2001), Sms: sesso, matrimonio, sofferenza (2004), L'amore delle donne (2007), Mascalzoni latini - Come ci amano gli uomini (2009), Quando l'amore non aspetta: storie di uomini e passione - Come ritrovare il controllo del piacere (2010) e Baciami per sempre. Diario di una famiglia allargata (2012). Nello stesso anno partecipa in coppia con il figlio Francesco alla prima edizione del reality show di Rai 2 Pechino Express, mentre nel 2016 esordisce come drammaturga teatrale con lo spettacolo Figli, mariti, amanti. Il maschio superfluo al Teatro dell'Aquila di Fermo: lo spettacolo, realizzato e commissionato dal produttore Angelo Tumminelli e diretto da Ricky Tognazzi, riscuoterà un enorme successo di pubblico e critica. Nel 2022 pubblica insieme alle sorelle, con l'editore Fabbri, l'autobiografico 4 sorelle, 8 matrimoni, 9 divorzi.

## Vita privata
Dal 1975 al 1978 è stata coniugata con Antonello Venditti, da cui ha avuto un figlio, Francesco, anch'egli attore e doppiatore, che l'ha resa nonna di quattro nipoti, due dei quali, Tomaso ed Alice, sono divenuti anch'essi dei doppiatori. Dopo una lunga relazione con Maurizio Costanzo, durata dal 1978 al 1985 (di cui gli ultimi tre anni di convivenza) con il quale recitò insieme nella sitcom Orazio (durata per tre anni, anche se nella seconda stagione fu temporaneamente rimpiazzata da Emanuela Giordano), ha sposato nel 1995, dopo nove anni di fidanzamento, l'attore e regista Ricky Tognazzi. Si dichiara atea.

## Filmografia

### Attrice
- Tre colpi di fucile, regia di Daniele D'Anza – miniserie TV (1982)
- Orazio – serie TV (1985-1987)
- Sposerò Simon Le Bon, regia di Carlo Cotti (1986)
- Parole e baci, regia di Simona e Rossella Izzo – film TV (1987)
- Il mistero del panino assassino, regia di Giancarlo Soldi (1987)
- Ultrà, regia di Ricky Tognazzi (1991)
- In camera mia, regia di Luciano Martino (1992)
- La scorta, regia di Ricky Tognazzi (1993)
- Prestazione straordinaria, regia di Sergio Rubini (1994)
- Camere da letto, regia di Simona Izzo (1997)
- Simpatici & antipatici, regia di Christian De Sica (1998)
- I giudici (Excellent Cadavers), regia di Ricky Tognazzi – film TV (1999)

### Sceneggiatrice
- Parole e baci, regia di Simona Izzo e Rossella Izzo – film TV (1987)
- Arrivederci e grazie, regia di Giorgio Capitani (1988)
- Piccoli equivoci, regia di Ricky Tognazzi (1989)
- Ultrà, regia di Ricky Tognazzi (1991)
- La scorta, regia di Ricky Tognazzi (1993)
- Maniaci sentimentali, regia di Simona Izzo (1994)
- Vite strozzate, regia di Ricky Tognazzi (1996)
- Caro maestro – serie TV (1996)
- Camere da letto, regia di Simona Izzo (1997)
- Una gioia involontaria – cortometraggio (1997)
- Canone inverso - Making Love, regia di Ricky Tognazzi (2000)
- Commedia sexy, regia di Claudio Bigagli (2001)
- Lo zio d'America – serie TV (2002-2006)
- Il papa buono, regia di Ricky Tognazzi – miniserie TV (2003)
- Io no, regia di Ricky Tognazzi e Simona Izzo (2003)
- Tutte le donne della mia vita, regia di Simona Izzo (2007)
- L'isola dei segreti, regia di Ricky Tognazzi – miniserie TV (2009)
- Il padre e lo straniero, regia di Ricky Tognazzi (2010)
- Tutta colpa della musica, regia di Ricky Tognazzi (2011)
- Il caso Enzo Tortora - Dove eravamo rimasti?, regia di Ricky Tognazzi – miniserie TV (2012)
- Pietro Mennea - La freccia del Sud, regia di Ricky Tognazzi – miniserie TV (2015)
- La vita promessa – serie TV (2018)
- Svegliati amore mio, regia di Ricky Tognazzi e Simona Izzo – miniserie TV (2021)
- Se potessi dirti addio, regia di Ricky Tognazzi e Simona Izzo – miniserie TV (2024)

### Regista

#### Cinema
- Maniaci sentimentali (1994)
- Camere da letto (1997)
- Una gioia involontaria – cortometraggio (1997)
- Un altro mondo è possibile – documentario collettivo (2001)
- Io no, co-regia con Ricky Tognazzi (2003)
- Tutte le donne della mia vita (2007)
- Lasciami per sempre (2017)
- Francesca e Giovanni - Una storia d'amore e di mafia, co-regia con Ricky Tognazzi (2025)

#### Televisione
- Parole e baci, co-regia con Rossella Izzo – film TV (1987)
- Alfabeto italiano – serie TV, 1 episodio (1997)
- L'amore strappato, co-regia con Ricky Tognazzi – miniserie TV, 3 puntate (2019)
- Svegliati amore mio, co-regia con Ricky Tognazzi – miniserie TV, 3 puntate (2021)
- Se potessi dirti addio, co-regia con Ricky Tognazzi – miniserie TV, 6 puntate (2024)

## Doppiaggio

### Cinema e film per la televisione
- Kim Basinger in Segui il tuo cuore, Fuga dal mondo dei sogni, 9 settimane e ½, Bella, bionda... e dice sempre sì, Una bionda tutta d'oro, Analisi finale, 8 Mile
- Daryl Hannah in Splash - Una sirena a Manhattan, Amare con rabbia, Il Papa del Greenwich Village
- Melanie Griffith in La vita a modo mio, Amiche per sempre, Nata ieri
- Debra Winger in Urban Cowboy, Voglia di tenerezza, Alla ricerca dell'assassino
- Carol Alt in Bye Bye Baby, La più bella del reame, Un piede in paradiso
- Lolita Davidovich in Il proiezionista, Scandalo Blaze, Doppia personalità
- Lauren Hutton in American Gigolò, Se ti mordo... sei mio, I cacciatori del tempo
- Bernadette Peters in Lo straccione, Pink Cadillac
- Jamie Lee Curtis in Una poltrona per due, Amore per sempre
- Diana Scarwid in I ragazzi del Max's bar, Mammina cara
- Melody Anderson in Flash Gordon, Morti e sepolti
- Lena Olin in L'insostenibile leggerezza dell'essere
- Geena Davis in Le ragazze della Terra sono facili
- Meg Tilly in Il grande inganno
- Maria de Medeiros in Henry & June
- Jessica Lange in Il postino suona sempre due volte
- Sigourney Weaver in Tempesta di ghiaccio
- Linda Blair in L'esorcista II - L'eretico[5]
- Glenn Close in Attrazione fatale
- Talia Shire in Rocky II
- Madonna in Body of Evidence
- Lisa Eilbacher in Ufficiale e gentiluomo
- Maureen Teefy in Saranno famosi
- Julie Hagerty in L'aereo più pazzo del mondo... sempre più pazzo
- Mieko Harada in Ran
- Susanna Javicoli in Suspiria
- Anna Maria Rizzoli in Rag. Arturo De Fanti, bancario precario
- Jacqueline Bisset in Scene di lotta di classe a Beverly Hills
- Maria Grazia Cucinotta in Vacanze di Natale '90
- Barbara De Rossi in La cicala
- Bonnie Bianco in Cenerentola '80
- Olivia Newton-John in Due come noi

### Animazione
- Mafalda in Mafalda[5]
- Teru (1ª voce) in Hurricane Polimar
- Puffo pittore (1ª voce) ne I puffi
- Rossana in Il lago dei cigni
- Elefantessa Denise in La profezia delle ranocchie
- Macheba in Due cuccioli nella savana

## Programmi televisivi
- Annunciatrice TV (Reti Rai, 1977-1982)
- Prossimamente - programmi per sette sere (Reti Rai, 1977-1982)
- Giochi senza frontiere (Rete 2, 1982)
- Test - Gioco per conoscersi (Rai 1, 1983-1984)
- Buona Domenica (Canale 5, 1985)
- DopoFestival (Rai 1, 2003)
- La fattoria 2 (Canale 5, 2005) - opinionista
- Domenica in... Insieme (Rai 1, 2007-2008)
- Pechino Express (Rai 2, 2012) - concorrente
- Domenica in... Così è la vita (Rai 1, 2012-2013) - opinionista fissa
- Grande Fratello VIP 2 (Canale 5, 2017) - concorrente
- Grande Fratello (Canale 5, 2018) - opinionista
- Live - Non è la d'Urso (Canale 5, 2019-2021) - opinionista
- Affari tuoi - Formato famiglia (Rai 1, 2022) - concorrente
- La vita in diretta (Rai 1, dal 2021) - opinionista ricorrente
- Il cantante mascherato 4 (Rai 1, 2023) - concorrente
- Concerto di Capodanno delle bambine e dei bambini (Rai 1, 2024) - commentatrice

## Opere letterarie
- Diario di una donna che ha tradito, Avagliano, 2001.
- Sms: Sesso matrimonio sofferenza, Gallo & Calzati, 2004.
- Tutte le donne della mia vita (con Luisella Bolla), Marlin, 2007.
- L'amore delle donne, Arnoldo Mondadori Editore, 2007.
- Mascalzoni latini: come ci amano gli uomini, Arnoldo Mondadori Editore, 2009.
- Quando l'amore non aspetta: Storie di uomini e passione: come ritrovare il controllo del piacere (con Vincenzo Mirone), Sperling & Kupfer, 2010.
- Baciami per sempre: diario di una famiglia allargata, Mondadori, 2012.
- Figli mariti amanti: il maschio superfluo, La Mongolfiera, 2016.
- 4 sorelle, 8 matrimoni, 9 divorzi (con Rossella, Fiamma e Giuppy Izzo), Fabbri Editore, 2022.

## Riconoscimenti
- David di Donatello
  - 1993 – Candidatura alla migliore sceneggiatura per La scorta
  - 1994 – Miglior regista esordiente per Maniaci sentimentali
  - 2000 – Candidatura alla migliore sceneggiatura per Canone inverso - Making Love
- Ciak d'oro
  - 1990 – Candidatura alla migliore sceneggiatura per Piccoli equivoci
  - 1994 – Candidatura alla migliore sceneggiatura per La scorta